# چاعاتای توسون
محمت (محمد) چاعاتای توسون (به ترکی استانبولی: Mehmet Çağatay Tosun) (زاده ۲۳ نوامبر ۱۹۷۸، ازمیر) کارگردان سینما، سریال تلویزیونی و فیلم اهل ترکیه است. او در سی و نهمین دوره جوایز پروانه طلایی جایزه بهترین کارگردانی را دریافت کرد.

## فیلم‌شناسی

### کارگردانی
- گرگ تنها (۲۰۲۲-)
- رامو (۲۰۲۰)
- زوج طلایی (۲۰۱۹–۲۰۱۸)
- ماه پیکر (۲۰۱۷–۲۰۱۶)
- عشق تلخ (۲۰۱۶–۲۰۱۵)
- مرحمت (۲۰۱۴–۲۰۱۳)
- سکوت کنندگان (۲۰۱۲)
- تفکر (۲۰۱۲)
- یک داستان شیرین و فرهادی (۲۰۱۲)
- گذشته در قلب من ایجاد می‌شود (۲۰۱۱)
- سنگریزه‌ها (۲۰۱۰)
- بالماسکه (۲۰۱۰)
- والی (۲۰۰۹)
- پل (۲۰۰۸–۲۰۰۶)
- اسم کد (۲۰۰۶)
- آه استانبول (۲۰۰۶)
- وقت سحر (۲۰۰۵)
- بال‌های شکسته (۲۰۰۵)
- راه عشق (۲۰۰۵)

### نویسندگی
- والی (۲۰۰۹)

## جوایز
| سال  | سازمان اعطای جوایز                         | رده             | دریافت جایزه به خاطر فیلم/سریال | نتیجه    |
| ---- | ------------------------------------------ | --------------- | ------------------------------- | -------- |
| ۲۰۱۲ | ۳۹مین جوایز پروانه طلایی                   | بهترین کارگردان | سکوت کنندگان                    | پیروز    |
| ۲۰۱۲ | چهل و نهمین دوره جشنواره فیلم پرتغال طلایی | بهترین فیلم     | تفکر                            | نامزدشده |
| ۲۰۱۳ | ۴۰مین جوایز پروانه طلایی                   | بهترین کارگردان | مرحمت                           | نامزدشده |